# Paravandellia
Paravandellia es un género de peces de agua dulce de la familia de los trichomictéridos, del orden Siluriformes. Sus 3 especies habitan en aguas templado-cálidas y cálidas de Sudamérica y son denominadas comúnmente candirúes, chupasangres, chupa-chupas, sumbichungas, etc.

## Taxonomía
Descripción original
Este género fue descrito originalmente en el año 1912 por el naturalista brasileño Alípio de Miranda Ribeiro, al describir su especie tipo (por monotipia): Paravandellia oxyptera.
Etimología
El término genérico Paravandellia tiene una etimología secundaria, derivada del género Vandellia, creado por Achille Valenciennes, el cual es un epónimo que refiere al apellido de la persona a quien fue dedicada, el naturalista italiano Domenico Vandelli. Se le antepone un derivado del griego: παρά-, pará, que significa ‘junto a’, en relación con el parentesco que ambos géneros presentan.

## Subdivisión
Este género está integrado por 3 especies:
- Paravandellia alleynei Henschel, Bernt, Baskin, Schmidt, & Lujan, 2021[6]
- Paravandellia oxyptera Miranda Ribeiro, 1912
- Paravandellia phaneronema (Miles, 1943)[7]

## Características
Paravandellia está compuesto por peces de pequeño tamaño, que no superan los 30 mm, de cuerpo traslúcido, muy bajo y alargado, sin escamas y de coloración blanquecina. La cabeza es triangular, a ambos lados presenta odontodos operculares, con los que logra aferrarse en el interior de las branquias de sus presas. Tienen ojos proporcionalmente grandes, por lo que se cree que realizan sus ataques por detección visual.

## Hábitos de vida
Sus integrantes tienen hábitos tróficos parasitarios (hematófagos). Durante los movimientos de ventilación del huésped (peces de gran tamaño, especialmente grandes Siluriformes), penetran bajo los opérculos a las cavidades de las branquias. Allí encuentran su alimento en los filamentos branquiales; dada la intensa irrigación de estos, la sangre de la víctima es bombeada por esta hacia el estómago del victimario. La acción no demanda demasiado tiempo, ya que luego de muy pocos minutos —una vez saciados—, se marchan, de la misma forma por la que entraron. Mientras no se alimentan, permanecen ocultos, enterrados en el lecho barroso o arenoso de los cuerpos acuáticos en los que habitan. Cuando el pez víctima está imposibilitado de escapar (por ejemplo, si luego de su captura es mantenido vivo por los pescadores, atado o en un cercado en la ribera de un río) y sobre él cae un cardumen de cientos o miles de estos parásitos, en poco tiempo pueden llegar a producirle la muerte.

## Distribución geográfica y hábitat
Viven en arroyos y ríos, incluso importantes cuerpos acuáticos, ya que allí habitan sus grandes presas. Paravandellia oxyptera es endémico de la cuenca del Plata, en los ríos Paraguay, Paraná y Uruguay, alcanzando por el sur el tramo superior del Río de la Plata.
P. phaneronema es exclusivo de las cuencas de los ríos colombianos Magdalena y Cauca.
P. alleynei se distribuye en la cuenca del río Esequibo en Guyana y en el tramo superior del río Branco, afluente del río Negro.